# Embia gaillardi
Embia gaillardi is een insectensoort uit de familie Embiidae, die tot de orde webspinners (Embioptera) behoort. De soort komt voor in Afrika.
Embia gaillardi is voor het eerst wetenschappelijk beschreven door Navás in 1922.